# Аргентина на зимних Олимпийских играх 1980
Аргентина принимала участие в Зимних Олимпийских играх 1980 года в Лейк-Плэсиде (США) в девятый раз за свою историю, но не завоевала ни одной медали.
Сборная состояла из 13 человек (все — мужчины), которые принимали участие в состязаниях по трём видам спорта:
- горнолыжный спорт (6 спортсменов);
- биатлон (4 спортсмена);
- лыжные гонки (3 спортсмена).

Самым молодым участником сборной был 17-летний горнолыжник Иван Бонакальца, самым старшим — 37-летний биатлонист Хорхе Салас.

## Результаты

### Горнолыжный спорт
Это была последняя зимняя Олимпиада, когда соревнования по горнолыжному спорту входили также и в зачёт чемпионата мира. После 1980 года чемпионаты мира проводились всегда отдельно. 
| Спортсмен         | Соревнование      | 1 попытка | 1 попытка | 2 попытка      | 2 попытка | Итог           | Итог  |
| Спортсмен         | Соревнование      | Время     | Место     | Время          | Место     | Время          | Место |
| ----------------- | ----------------- | --------- | --------- | -------------- | --------- | -------------- | ----- |
| Гильермо Джумелли | Скоростной спуск  |           |           |                |           | 2:00.10        | 38    |
| Янез Флере        | Скоростной спуск  |           |           |                |           | 1:59.01        | 37    |
| Марсело Мартинес  | Скоростной спуск  |           |           |                |           | 1:58.04        | 36    |
| Норберто Кирога   | Скоростной спуск  |           |           |                |           | 1:54.31        | 31    |
| Марсело Мартинес  | Гигантский слалом | 1:31.17   | 51        | 1:34.41        | 47        | 3:05.58        | 47    |
| Гильермо Джумелли | Гигантский слалом | 1:30.62   | 49        | 1:31.64        | 44        | 3:02.26        | 44    |
| Янез Флере        | Гигантский слалом | 1:28.27   | 45        | 1:30.12        | 42        | 2:58.39        | 40    |
| Норберто Кирога   | Гигантский слалом | 1:27.16   | 41        | 1:28.49        | 36        | 2:55.65        | 37    |
| Гильермо Джумелли | Слалом            | n/a       | ?         | не финишировал | –         | не финишировал | –     |
| Норберто Кирога   | Слалом            | 1:05.09   | 37        | 57.82          | 26        | 2:02.91        | 27    |
| Рикардо Кленк     | Слалом            | 1:04.67   | 36        | 1:00.16        | 29        | 2:04.83        | 31    |
| Иван Бонакальца   | Слалом            | 1:03.23   | 33        | 1:00.38        | 30        | 2:03.61        | 29    |

### Лыжные гонки
| Дистанция | Спортсмен            | Результат  | Результат |
| Дистанция | Спортсмен            | Время      | Место     |
| --------- | -------------------- | ---------- | --------- |
| 15 км     | Матиас Хосе Джерман  | 55:50.61   | 61        |
| 15 км     | Мартин Томас Джерман | 53:38.47   | 60        |
| 15 км     | Маркос Луис Джерман  | 52:02.42   | 56        |
| 30 км     | Маркос Луис Джерман  | 1'47:56.17 | 50        |

### Биатлон
10 км спринт
| Спортсмен    | Промахи1 | Время    | Итог |
| ------------ | -------- | -------- | ---- |
| Хорхе Салас  | 6        | 47:12.58 | 49   |
| Луис Риос    | 5        | 44:51.18 | 48   |
| Рауль Абелла | 5        | 44:40.55 | 47   |

Индивидуальная гонка на 20 км (мужчины)
| Спортсмен    | Время          | Штраф | Итоговое время2 | Место |
| ------------ | -------------- | ----- | --------------- | ----- |
| Рауль Абелла | не финишировал | –     | не финишировал  | –     |
| Хорхе Салас  | не финишировал | –     | не финишировал  | –     |
| Луис Риос    | 1'34:26.50     | 21    | 1'55:26.50      | 47    |

Эстафета 4 x 7.5 км (мужчины)
| Спортсмены                                           | Результат      | Результат      | Результат |
| Спортсмены                                           | Промахи1       | Время          | Место     |
| ---------------------------------------------------- | -------------- | -------------- | --------- |
| Луис Риос Хорхе Салас Рауль Абелла Деметрио Веласкес | не финишировал | не финишировал | –         |